# Miss Rio Grande do Sul 2001
Miss Rio Grande do Sul 2001 foi a 48ª edição do tradicional concurso de beleza feminino de Miss Rio Grande do Sul, válido para a disputa nacional de Miss Brasil, único caminho para o Miss Universo. Participaram da competição sessenta e quatro (64) candidatas municipais em busca do título que pertencia à Maria Fernanda Schneider Schiavo, vencedora do título no ano anterior, assim como, Miss Brasil Internacional 2000.

## Resultados

### Colocações
| Colocação               | Município e Candidata |
| Vencedora               | - Santa Maria - Juliana Borges |
| 2º. Lugar               | - Três de Maio - Juliane Maier |
| 3º. Lugar               | - Uruguaiana - Cibele Zubiaurre |
| 4º. Lugar               | - Passo Fundo - Josiane Koswoski |
| 5º. Lugar               | - Porto Alegre - Nadine Dubal |
| (TOP 10) Semifinalistas | - Jaguarão - Sílvia Meroni - Pelotas - Patricia Ott - Santo Ângelo - Sílvia Coracini - Canoas - Gislaine Ludwig - Novo Hamburgo - Rafaela Griza |

## Candidatas
Disputaram o título este ano:
| - Alegrete - Gláucia Maria da Fontoura Jardim - Arroio dos Ratos - Tatiana Dias Oliczesky - Bagé - Vanessa Goulart Farias - Cachoeira do Sul - Indiara Noronha de Freitas - Cachoeirinha - Joice Elisa Laupert - Camaquã - Vanessa Michele Szortyka - Canela - Vanessa Silva de Brito - Canoas - Gislaine Renata Ludwig - Carlos Barbosa - Claudia Milani - Casca - Camila Tasca - Caxias do Sul - Nicole Freiberger Pimmel - Charqueadas - Cristiane Medeiros Quadros - Cruz Alta - Fernanda Busanello Ferreira - Dois Irmãos - Edinara Auzani Reghelin - Dom Pedrito - Marcia Adolfo Câmara - Erechim - Vanessa de Ivanoff - Erval Grande - Marilise Moreira - Estância Velha - Sheila Adriana da Motta - Esteio - Lucimar Mello de Souza - Getúlio Vargas - Ana Paula Menegon - Giruá - Gislaine Reginaldo dos Santos - Gravataí - Marilaine da Silva Vargas | - Guaporé - Deisiane Cinara Bresolin - Horizontina - Vivian Cristina Corso - Ijuí - Sabrina Zardin Hernandez - Ivoti - Cindy da Silva Richter - Jaguarão - Silvia Meroni Borges - Marau - Thaís Ferreira da Silva - Nova Prata - Vanessa Serafini Cabral - Nova Santa Rita - Lisa Fernandes Beretta - Novo Hamburgo - Rafaela Oliveira Griza - Osório - Michelle Gemelli - Panambi - Carla Dahmer - Passo Fundo - Josiane da Silveira Koswoski - Pelotas - Patricia Ott - Portão - Graciane Dapper - Porto Alegre - Nadine Dubal - Quaraí - Cristiana Miraber Correa - Rio Grande - Fernanda de Souza Silveira - Rosário do Sul - Gianelli da Silva de Campos - Santa Cruz do Sul - Michelle da Silva Canto - Santa Maria - Juliana Dornelles Borges - Santa Rosa - Marlei Cinara Rodrigues | - Santa Vitória do Palmar - Kátia Silene Rodrigues - Santana do Livramento - Crishnara Nunes - Santo Ângelo - Sílvia Coracini - São Borja - Elis Regina Goulart Fiorin - São Gabriel - Ana Valquiria da Fontoura Cornel - São José do Norte - Roselaine Wyse Oliveira - São Leopoldo - Elienara Berger Marques - São Lourenço do Sul - Cinthia Bierhals Werle - São Luiz Gonzaga - Monica Hamerski - Sapucaia do Sul - Simone Nunes da Silva - Sarandi - Juliana Claudia Canova - Taquara - Sheila Minatto - Taquari - Kellin Junqueira Nogueira - Três Coroas - Dienifer Luci da Rosa Silva - Três de Maio - Juliane Andréia Maier - Três Passos - Monalise Lagemann - Triunfo - Cristiane Schwarzbach Martins - Tupanciretã - Cristiane Malesko - Uruguaiana - Cibele Ustra Zubiaurre - Venâncio Aires - Nadia Said Abdallah Abdel Hamid - Viamão - Fernanda Santos da Costa |

## Crossovers
Candidatas em outros concursos:
Garota Verão
- 1995: Porto Alegre - Nadine Dubal (Vencedora)
  - (Representando o município de Porto Alegre)

## Ligações Externas
- Site do Miss Brasil

- Site do Miss Universo (em inglês)

- Site do Miss Rio Grande do Sul